# Churton Park
Churton Park est une importante banlieue située à 1,5 km au nord de Johnsonville dans le secteur de Wellington, la capitale de la Nouvelle-Zélande dans le sud de l'Île du Nord.

## Situation
Elle fut établie en 1970, et en 2009 avait déjà une population de 6 260 habitants.

## Population
Lors du recensement de 2013 en Nouvelle-Zélande, la population de Churton Park avec la communauté de Glenside était de 6 528 habitants dans 2 349 foyers.
La banlieue comportait plus de 2 300 logements. Churton Park Reserve possède un terrain de sport et de loisirs, deux écoles primaires et un jardin d'enfants.
Le centre de la communauté de Churton Park, qui a été aménagé et est géré par le Conseil de la cité de Wellington, est aussi situé dans le village.

## Histoire
Churton Park est l'une des plus récentes banlieues de la cité de Wellington et était encore un terrain agricole jusqu'aux années 1970.
En 1850, Thomas Drake fit circuler 200 moutons dans ce qui est maintenant la ville de Churton Park.
La banlieue fut développée par "John Dick Walker" (1926-1981).
La zone de Churton Park près de l'actuelle Lakewood Avenue était à l'origine un marais et a été récemment développée en zone résidentielle avec un centre commercial.
Depuis sa création, c'est l'un des lotissements de Wellington qui s'agrandit le plus vite, avec une population qui pourrait atteindre plus de 12 000 habitants dans les deux prochaines décades.
En 2018, le Conseil de la cité de Wellington (en) a acheté la propriété du no 268 Ohariu Valley Rd, ajoutant ainsi la plus grande partie de la ligne de crête dominant le parc de Churton (à partir de la route de Ohariu Valley Rd vers l'ouest du cul-de-sac de Erlestoke Cres) à ce qui constitue la ceinture verte externe de Wellington (en).

## Géographie
La topographie est formée de collines et est couverte d'un bush de régénération dans certains secteurs, qui a été creusé pour les besoins des lotissements pour l'installation des maisons.
Ces collines escarpées s'étendent vers l'ouest en direction de la vallée de Ohariu, ce qui explique que des coupes extensives et des remplissages par des travaux de terrassement ont été nécessaires pour la construction des nouveaux lotissements de maisons.

### Climat
Le micro-climat est très légèrement différent de celui de Johnsonville, un peu plus chaud et moins venteux que celui de Wellington car il est abrité du vent du sud qui provient du détroit de Cook.
Il y a rarement de la neige, mais durant l'hiver 2011, les chutes de neige ont brièvement interrompu le trafic des bus du fait de la fermeture des routes causant la nécessité pour certains élèves et travailleurs qui durent rester à leur domicile quelques jours.

## Éducation

### Zone de recrutement de l'école
Churton Park est dans la zone de recrutement du collège Onslow (en), du collège Newlands (en), du St Oran's College, du Raroa Normal Intermediate, de l'école Amesbury et de la Churton Park School.

### Écoles primaire
Churton Park a deux écoles primaires publiques, qui accueillent les enfants à partir de l'âge de six ans.
- Churton Park School située sur Churton Drive est une école dont l'effectif est en augmentation rapide. Pour s'adapter à cette croissance, il y a eu de nombreuses rénovations des bâtiments entre 1997 et 2007. En 2006, pour aider à gérer cet effectif croissant, la direction de l'école a proposé un amendement à la politique de zonage du secteur. Ceci fut chaudement débattu au sein de la communauté dans la mesure où la proposition aurait retiré plusieurs rues, qui y étaient de longue date dans la zone de recrutement. Les communautés associées concernées par les actions de protestation et le lobbying par le biais de la campagne pour la scolarisation locale, ainsi que le retour des parents concernés, firent que selon l'annonce du ministre de l'éducation en 2007, le site d'une nouvelle école pourrait être développée dans le même secteur[10].

Le 17 mars 2009, le ministre de l'Éducation Anne Tolley (en) annonça que la seconde école primaire pourrait être construite dans le secteur de Churton Park.
- L'école d'Amesbury située sur Amesbury Drive ouvrit au début de l'année 2012. Elle avait d'emblée plus de 80 enfants et est elle aussi en croissance rapide.
- Le Amesbury Hall situé au niveau de l'école fut ouvert en mai 2012 par le maire de Wellington Celia Wade-Brown (en). La construction du hall fut financée en partie par le processus de la vente du site de l'école (qui était détenu comme une réserve), par le WCC au ministère de l'éducation de Nouvelle-Zélande. Le Amesbury Hall est aussi disponible pour les usages de la communauté.

### Maternelle
Il y a une petite école au niveau de Melksham Drive, en dehors de Westchester Drive et un jardin d'enfants à côté de Churton Park School.

## Mines
Des puits de mines d'or furent exploités dans le passé dans cette zone.
Le puits de la Tawa Flats All Luck Gold Mining Company date de 1881, comprenait celui qui est maintenant enfoui sous Erlestoke Crescent,

## Transport public
Le transport public de la banlieue consiste en deux lignes de bus dont le fonctionnement est assuré par la société Tranzurban (en).
La Route 1 relie Churton Park à Johnsonville, le centre de la cité Newtown et la Baie des îles.
La Route 19 agit comme une boucle avec Johnsonville et à une extension de son service en direction de CBD durant les périodes de pointe.
Un service séparé, le long de Middleton Road relie Johnsonville à Tawa et Porirua.
En 2017, un rapport dit qu'une station de chemin de fer du réseau de banlieue située près de Churton Park sur la ligne de kapiti (en) (et qui actuellement est dans la banlieue de Glenside) serait trop coûteuse à envisager.